# Saint-Bonnet-les-Oules
Saint-Bonnet-les-Oules ist eine französische Gemeinde mit 1.817 Einwohnern (Stand: 1. Januar 2022) im Département Loire  in der Region Auvergne-Rhône-Alpes. Sie gehört zum Arrondissement Montbrison und zum Kanton Andrézieux-Bouthéon.

## Geografie
Die Gemeinde Saint-Bonnet-les-Oules liegt etwa zwölf Kilometer nordnordwestlich von Saint-Étienne in der historischen Landschaft Forez. Umgeben wird Saint-Bonnet-les-Oules von den Nachbargemeinden Chambœuf im Norden, Aveizieux im Nordosten, Saint-Héand im Osten, La Fouillouse im Süden, Andrézieux-Bouthéon im Südwesten und Westen sowie Veauche im Nordwesten.

## Bevölkerungsentwicklung
| Jahr                       | 1962 | 1968 | 1975 | 1982 | 1990 | 1999 | 2006 | 2016 | 2022 |
| -------------------------- | ---- | ---- | ---- | ---- | ---- | ---- | ---- | ---- | ---- |
| Einwohner                  | 429  | 416  | 618  | 889  | 982  | 1257 | 1425 | 1601 | 1817 |
| Quellen: Cassini und INSEE |      |      |      |      |      |      |      |      |      |

## Sehenswürdigkeiten
- Kirche Saint-Bonnet aus dem 13. Jahrhundert
- Schloss Saint-Bonnet-les-Oules
- Schloss La Vigie

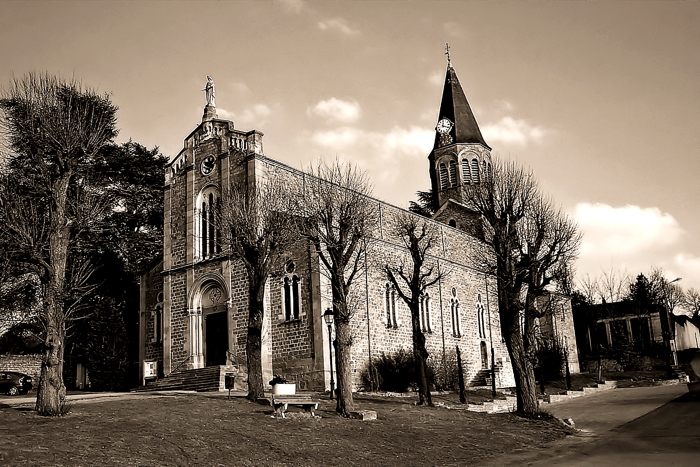
Kirche Saint-Bonnet
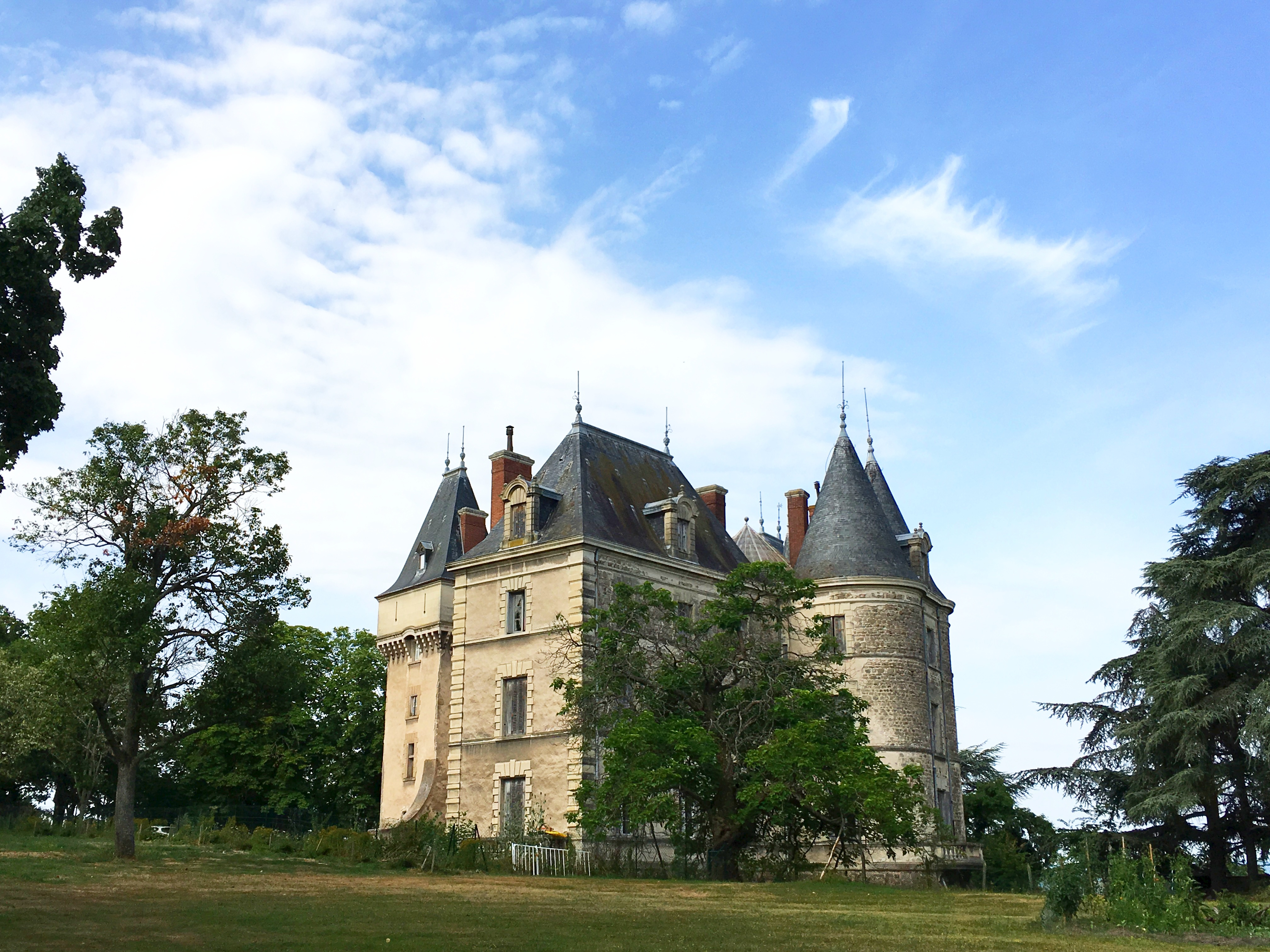
Schloss Saint-Bonnet-les-Oules